# Torradale
Torradale ist eine aufgegebene Ortschaft auf der schottischen Hebrideninsel Islay. Torradale befand sich im Süden der Insel etwa einen Kilometer nordwestlich der Ortschaft Laphroaig und 1,5 km nordöstlich von Port Ellen. Die nächstgelegene Ortschaft war die kleine Siedlung Kilbride. Im Jahre 1841 wurden in Torradale noch 32 Einwohner gezählt. 1882 existierten in Torradale vier Gebäude, von denen eines kein Dach mehr besaß. Ob die verbleibenden drei Häuser bewohnt waren, ist nicht verzeichnet. Heute befinden sich dort die Überreste dreier Häuser.

## Umgebung
In der unmittelbaren Umgebung von Torradale finden sich Spuren einer früheren Besiedlung des Gebietes. So gibt es zwei Fundstellen von Steinen mit Cup-and-Ring-Markierungen, wobei es sich in einem der beiden Fälle auch um ein natürlich entstandenes Relief handeln könnte. Südwestlich befand sich möglicherweise einst ein Dun. Dort ist eine etwa 50 cm hohe und 3,5 m mächtige Mauer zu finden, welche ein 19 m durchmessendes Areal einschließt. Obschon dies dem üblichen Aufbau eines Duns entspricht, lässt die ungewöhnliche, ungeschützte Lage der Anlage Zweifel an der Einordnung aufkommen. Nahe der Straße nach Kilbride befindet sich ein alter Friedhof namens Cnoc na Cille. Dort sind keine Grabsteine zu finden, jedoch deutet der Fund von Fragmenten bearbeiteter Kreuzsteine auf eine Verwendung des Geländes als Begräbnisstätte hin. Südwestlich von Torradale war zunächst ein Stehender Stein mit einer Höhe von 1,83 m verzeichnet. Bei genaueren Untersuchungen wurde jedoch festgestellt, dass dieser Teil eines steinzeitlichen Cairns ist.